# The Man o' Warsman
The Man o' Warsman è un film muto del 1914 diretto da Thomas E. Shea. Nei titoli è riportato come aiuto regista il nome di O.A. Matthews.
È l'unico lavoro teatrale di Eugene Thomas adattato per lo schermo. È anche l'unico film di Thomas E. Shea (1861-1940), protagonista e regista.

## Produzione
Il film fu prodotto dalla Broadway Picture Producing Company e venne girato al Army & Navy Club - 1627 Eye Street NW a Washington.

## Distribuzione
Il film uscì nelle sale cinematografiche USA il 24 agosto 1914